# Reiner Werner
Reiner Werner (* 22. Februar 1932 in Zschopau; † Februar 2003 in Berlin) war ein deutscher Hochschullehrer, Psychologe und Manualtherapeut.

## Leben
Reiner Werner promovierte mit einer anthropologischen Untersuchung an der mathematisch-naturwissenschaftlichen Fakultät der Humboldt-Universität zu Berlin und habilitierte sich mit einer Arbeit zur Psychotherapie jugendlicher Fehlhaltungen. 1959 gründete er in Werftpfuhl ein Spezialheim für psychisch geschädigte Kinder, aus dem er vier seiner Zöglinge adoptierte. 1964 wurde auf seine Initiative das Kombinat der Sonderheime für Psychodiagnostik und pädagogisch-psychologische Therapie gebildet, das er bis 1971 leitete. Anschließend wurde er zum ordentlichen Professor für Forensische Psychologie an der Sektion Kriminalistik der Humboldt-Universität berufen. 1988 gründete er das Institut für Sozialtherapie am Fachbereich Kommunikationswissenschaften und Rehabilitationspädagogik.
Unter Theodor Brugsch entwickelte er aus der Chiropraktik seine Form der Manualtherapie, die er bis zu seinem Tod erfolgreich etablierte. Mit seinen Assistenten Winfried Sporns und Marcus Schütz behandelte er in den 1980er und 1990er Jahren insbesondere Bühnendarsteller (Tänzer der Staatsoper, der Komischen Oper und der Staatlichen Ballettschule), Artisten der Artistikschule und des Zirkus Busch', Schauspieler und Pantomimen des Deutschen Theaters sowie Musiker. Aus dieser Arbeit entwickelte er zusammen mit Schütz eine Vorlesungsreihe zur Biomechanik des Tänzers für das Choreographieinstitut an der Hochschule für Schauspielkunst "Ernst Busch" Berlin von 1989 bis 2000.
Als aktives Mitglied des Kulturbundes der DDR moderierte er die populäre Veranstaltung „Mittendrin“, die teilweise vom Fernsehen übertragen wurde. In diesen Veranstaltungen stellte er Artistik im Chapiteau, Ballett an der Oper und Kunstgewerbe im Schloss Köpenick vor.
Im Klub der Kulturschaffenden in Berlin gründete er 1988 gemeinsam mit Marcus Schütz einen „Magnus Hirschfeld-Arbeitskreis“, der 1991 auf Druck des West-Berliner Namensvetters unter diesem Namen seine Arbeit einstellen musste.

## Schriften
- Das verhaltensgestörte Kind. 10. Auflage. Verlag der Wissenschaften, Berlin 1983.
- Problemfamilien – Familienprobleme. 3. Auflage. Verlag der Wissenschaften, Berlin 1982.
- Homosexualität – Herausforderung an Wissen und Toleranz. 2. Auflage. Verlag Volk und Gesundheit, Berlin 1988, ISBN 3-333-00294-9.
- Schwierige Charaktere. Deutscher Verlag der Wissenschaften, Berlin 1988, ISBN 3-326-00353-6.
- Mein unruhiges Ich. Dietz Verlag, Berlin 1993, ISBN 3-320-01821-3.

| Personendaten    | Personendaten                                             |
| ---------------- | --------------------------------------------------------- |
| NAME             | Werner, Reiner                                            |
| KURZBESCHREIBUNG | deutscher Hochschullehrer, Psychologe und Manualtherapeut |
| GEBURTSDATUM     | 22. Februar 1932                                          |
| GEBURTSORT       | Zschopau                                                  |
| STERBEDATUM      | Februar 2003                                              |
| STERBEORT        | Berlin                                                    |